# Illiniurus beattyi
Illiniurus beattyi är en mångfotingart som beskrevs av Shear 1968. Illiniurus beattyi ingår i släktet Illiniurus och familjen Euryuridae. Inga underarter finns listade i Catalogue of Life.